# Cossacks: European Wars
Cossacks: European Wars је стратешка видео-игра у реалном времену за Microsoft Windows коју је направила украјинска програмерска компанија GSC Game World. Објављена је 24. априла 2001. године. Игра има изометријски поглед и смештена је у 17. и 18. веку у Европи. Садржи шеснаест нација за игру, свака са својим сопственим архитектонским стиловима, технологијама и без ограничења у броју јединица.
Играчи морају да избегавају глад и да се укључе у проширење војске, изградњу зграда и једноставно прикупљање ресурса. Сценарији мисија се крећу од сукоба као што је Тридесетогодишњи рат до Рата за аустријско наслеђе, а игра је позната по наизглед неограниченом броју јединица које играчи могу да контролишу. Ова способност је разликује од других игара тог времена као што су Age of Empires и Empire Earth.
Cossacks је игра која омогућава кориснику да стекне вештине стратегије и научи историју тог периода укључивањем свеобухватне енциклопедије. Игра је освојила две награде и већина рецензената ју је позитивно оценила, те је доживела финансијски успех.